# Національний гірськолижний центр
Національний гірськолижний центр (кит.: 国家高山滑雪中心,англ. Xiaohaituo Alpine Skiing Fieldабо Chinese National Alpine Skiing Centre) — гірськолижний курорт, розташований на найвищій вершині гори Сяохайтуо в Яньціні, на північний захід від центру Пекіна.

## Опис
Національний гірськолижний центр розташований на найвищій вершині гори Сяохайтуо у північній частині зони змагань Яньцін. Має 7 лижних трас загальною довжиною 21 кілометр, у тому числі три лижні траси для змагань та 4 тренувальні лижні траси. Територія проведення заходу має приблизно віялоподібну форму та займає площу близько 432,4 га. Найдовша траса має довжину близько 3 кілометрів, а перепад висот становить близько 900 метрів. Центр складається з 4 будівель із загальною площею забудови близько 43000 квадратних метрів, які поділені на стартову зону на вершині пагорба, середню платформу, кінцеву зону перегонів, розподільний майданчик та кінцеву зону змагань. Це перша гірськолижна траса в Китаї, що відповідає олімпійським стандартам, а також один із найскладніших змагальних майданчиків у світі. Призначений для змагань на гірських лижах, супергігантського слалому, гігантського слалому, слалому та інших 11 невеликих змагань. Комплекс вміщує 5000 сидячих та 3500 стоячих місць для глядачів.
Гірськолижний центр має 9 канатних доріг та 2 буксирні канатні дороги загальною протяжністю 10,14 км. Від Зимового олімпійського селища до стартового майданчика на вершині гори потрібно тричі пересісти, пройти 4 канатні дороги загальною довжиною 5 кілометрів, це триватиме близько 30 хвилин. Середня швидкість канатної дороги становить 3,5 метрів за секунду. Максимальна пропускна здатність головної канатної дороги становить 3200 осіб на годину.

## Будівництво
Відповідно до вимог Міжнародної федерації лижного спорту до місця проєкту, схил повинен мати перепад висот 800 метрів, а довжина траси має бути не менше ніж 3000 метрів. 28 квітня 2013 року для виконання проєкту було обрано гору Сяохайтуо. Труднощі, що виникли при будівництві: на ранній стадії будівництва в горах немає доріг, води, електрики та комунікацій, оскільки це новий об'єкт у Яньціні; Міжнародна федерація снігу пред'являє дуже суворі вимоги до траси та відсутність досвіду та стандартів будівництва Зимових Олімпійських ігор; Ухил гірськолижного схилу дуже великий, максимальний ухил досягає 68 %, а на деяких ділянках робоча зона надзвичайно вузька, а геологічне будова складне, що унеможливлює досягнення багатьох ділянок механічними операціями і вони можуть виконуватися із застосуванням робочої сили, мулів та коней. Національний гірськолижний центр було повністю завершено наприкінці червня 2021 року. На цей час він пройшов безліч тестових заходів і повністю підготовлений до змагань.

## Використання після Олімпіади
Після зимової Олімпіади 2022 року гірськолижний центр планується зберегти на постійній основі. У майбутньому його буде перетворено на парк гірських видів спорту та відпочинку. Його можна буде використовувати як цілорічний тренувальний центр просто неба. Наприклад для розвитку катання на гірських велосипедах, альпінізму, піших прогулянок як база для занять спортом на відкритому повітрі.

## Зимова Олімпіада та Паралімпіада 2022

### Спортивні заходи
- Гірськолижний спорт на зимових Олімпійських іграх 2022 року